# 馬納皮亞雷市

馬納皮亞雷市（西班牙語：Municipio Manapiare），是委內瑞拉的一個市，位於該國南部亞馬遜州，首府設於聖胡安德馬納皮亞雷，始建於1997年，面積32,042平方公里，2011年人口7,763，人口密度為每平方公里0.05人。